# Cryphaea tasmanica
Cryphaea tasmanica là một loài Rêu trong họ Cryphaeaceae. Loài này được Mitt. miêu tả khoa học đầu tiên năm 1859.